# Mohamed Jaham Al-Kuwari
Mohamed Jaham Abdul Aziz Al-Kawari, né le 20 décembre 1958, est un diplomate qatari. Ambassadeur en France entre 2003 et 2013, il devient en 2014 ambassadeur aux États-Unis.

## Biographie

### Enfance et études
Né dans un petit village de pêcheurs de perles, au Qatar, Mohamed Jaham Al-Kuwari grandit dans une famille de treize enfants (il précise : « neuf garçons et quatre filles nés du même père et de la même mère »), avec des parents qui ne savent ni lire, ni écrire. Bon élève, il obtient une bourse qui lui permet de partir étudier aux États-Unis : il est diplômé en 1980 d'un BA de sciences politiques à l'université de Portland (Oregon). Quelques années plus tard, il poursuit ses études et décroche en 1990 un master de relations internationales à l'université de Madrid.

### Carrière
En 1981, à l'âge de 23 ans, il devient troisième secrétaire de l'ambassade du Qatar aux États-Unis et en 1986, il est nommé deuxième secrétaire à l'ambassade du Qatar en Espagne. Il est également un temps en poste à l'ambassade du Qatar en Iran de 1991 à 1992.
Entre 2003 et 2013, il est ambassadeur du Qatar en France ; Jean-Pierre Jouyet, président de la Caisse des dépôts, juge ce mandat : « le principal mérite de Mohamed al-Kuwari est d'avoir bien sûr géré l'alternance politique, après l'élection de François Hollande - ce qui n'était pas évident étant donné les relations très étroites du temps de Nicolas Sarkozy - et d'avoir su, sur un sujet plus polémique de l'intervention du Qatar dans les banlieues, faire émerger des projets économiques qui ont notamment mené à la création d'un fonds géré par la Caisse des dépôts et la Qatar Investment Bank, pour un montant de 300 millions d'euros ». Malgré un pouvoir à droite jusqu'en 2012, Mohamed Jaham Al-Kuwari opère un efficace travail de lobbying au sein du parti socialiste français. Son pot de départ avant de s'envoler aux États-Unis est révélateur du lien politique profond qu'il a établi avec la France.
Cependant, plusieurs journalistes et autres commentateurs ont critiqué la stratégie employée par Al-Kuwari pour construire son réseau sur la scène politique et diplomatique parisienne. Ainsi, les journalistes Christian Chesnot et Georges Malbrunot affirment dans Nos très chers émirs, un livre sur les relations troubles entre la France et le Qatar : « Pour certains hommes politiques, pour certains élus, l'ambassade du Qatar [sous la direction d’Al-Kuwari], c'était tout à la fois un distributeur de billets de 500 €, une agence de voyages, et la boutique du Père Noël ». Mais encore : « Mohammed al-Kuwari offrait aux membres du groupe d'amitié France-Qatar à l'Assemblée nationale des montres Rolex ou des bons d'achat dans des grands magasins ». Dans une interview publiée par le journal Libération, Georges Malbrunot a confirmé que l’ambassadeur savait quelles personnalités politiques françaises étaient disposées à se laisser corrompre et cite une source proche des diplomates qataris de l’époque qui aurait déclaré que « les Français sont les plus faciles à acheter ».
Pendant le même temps, il est également ambassadeur non résident pour le Saint-Siège et Monaco ; il a été reçu deux fois par le pape François.
En novembre 2013, il est nommé ambassadeur du Qatar aux États-Unis. Depuis sa prise de position à Washington, Mohamed Jaham Al-Kuwari a participé à l'achat du système de défense anti-missiles Patriot, de 24 hélicoptères Apache, et de 500 lance-missiles antichar Javelin, le tout pour un total de $11 milliards. Avant son arrivée aux États-Unis, en 2005, à la suite du passage de l'ouragan Katrina, le Qatar monte un fonds d'aide à la reconstruction, le Qatar Katrina Fund, gonflé à hauteur de $100 millions.

## Vie privée
Parlant couramment l'anglais (appris pendant ses études) et le français (appris lors de sa nomination en France), il est musulman libéral.

## Décorations
- 2013 : Commandeur de la Légion d'honneur[1]
- 2012 : Grand-Croix de l'ordre du Mérite (Portugal)[2]
- 2007 : Officier de la Légion d'honneur (Monaco)[2]
- 2020 : Grand-Croix de l'ordre d'Isabelle la Catholique (Espagne)[11]